# Unione Sportiva Tolentino 1995-1996
Questa voce raccoglie le informazioni riguardanti  l'Unione Sportiva Tolentino nelle competizioni ufficiali della stagione 1995-1996.

## Rosa
| N. |                   | Ruolo | Calciatore         |
| -- | ----------------- | ----- | ------------------ |
|    | Italia (bandiera) | D     | Nicola Bellandrini |
|    | Italia (bandiera) | C     | Andrea Casoni      |
|    | Italia (bandiera) | C     | Simone Damiani     |
|    | Italia (bandiera) | P     | Simone Del Bianco  |
|    | Italia (bandiera) | P     | Fabio Fabbri       |
|    | Italia (bandiera) | D     | Giovanni Fenucci   |
|    | Italia (bandiera) | D     | Luigi Galli        |
|    | Italia (bandiera) | A     | Pasqualino Iuvalò  |
|    | Italia (bandiera) | C     | Maurizio Laureri   |
|    | Italia (bandiera) | C     | Giovanni Livieri   |
|    | Italia (bandiera) | A     | Federico Maci      |
|    | Italia (bandiera) | C     | Giuseppe Magi      |
|    | Italia (bandiera) | C     | Giuseppe Manari    |
|    | Italia (bandiera) | D     | Francesco Miccoli  |

| N. |                   | Ruolo | Calciatore          |
| -- | ----------------- | ----- | ------------------- |
|    | Italia (bandiera) | A     | Maurizio Montigelli |
|    | Italia (bandiera) | C     | Fabio Mosca         |
|    | Italia (bandiera) | A     | Giuseppe Mosca      |
|    | Italia (bandiera) | C     | Massimo Nerpiti     |
|    | Italia (bandiera) | C     | Michele Palazzi     |
|    | Italia (bandiera) | C     | Francesco Palombi   |
|    | Italia (bandiera) | C     | Paolo Passarini     |
|    | Italia (bandiera) | D     | Gilberto Pierantoni |
|    | Italia (bandiera) | D     | Giancarlo Polinesi  |
|    | Italia (bandiera) | C     | Edoardo Rubini      |
|    | Italia (bandiera) | D     | Stefano Sansolini   |
|    | Italia (bandiera) | C     | Ettore Turchi       |
|    | Italia (bandiera) | D     | Paolo Ulivi         |